# The Tony Bennett: Bill Evans Album
The Tony Bennett/Bill Evans Album est un album du crooner Tony Bennett et du pianiste de jazz Bill Evans paru en 1975.

## Historique
Cet album, produit par Helen Keane, a été initialement publié en 1975 par Fantasy Records (F 9448). 
Les titres qui le composent ont été enregistrés au Fantasy Studio à Berkeley (Californie), du 10 au 13 juin 1975. L'ingénieur du son était Don Cody.
Cet album a été réédité en 2009, couplé avec l'album Together Again, sur le double cd The Complete Tony Bennett - Bill Evans Recordings (Fantasy Records). Cette réédition comporte de nombreuses prises alternatives inédites.

## Titres de l’album original
| No | Titre                      | Auteur                                        | Durée |
| -- | -------------------------- | --------------------------------------------- | ----- |
| 1. | Young and Foolish          | Arnold B. Horwitt, Albert Hague               | 3:50  |
| 2. | The Touch of Your Lips     | Ray Noble                                     | 3:56  |
| 3. | Some Other Time            | Leonard Bernstein, Betty Comden, Adolph Green | 4:42  |
| 4. | When in Rome               | Cy Coleman, Carolyn Leigh                     | 2:55  |
| 5. | We'll Be Together Again    | Carl Fisher, Franckie Laine                   | 4:39  |
| 6. | My Foolish Heart           | Ned Washington, Victor Young                  | 4:51  |
| 7. | Waltz for Debby            | Bill Evans, Gene Lees                         | 4:04  |
| 8. | But Beautiful              | Johnny Burke, Jimmy Van Heusen                | 3:37  |
| 9. | The Days of Wine and Roses | Henry Mancini, Johnny Mercer                  | 2:24  |

Pistes additionnelles sur The Complete Tony Bennett - Bill Evans Recordings
| No  | Titre                            | Auteur                                        | Durée |
| --- | -------------------------------- | --------------------------------------------- | ----- |
| 10. | Young and Foolish (prise 4)      | Arnold B. Harwitt, Albert Hague               | 4:45  |
| 11. | The Touch of Your Lips (prise 1) | Ray Noble                                     | 2:55  |
| 12. | Some Other Time (prise 7)        | Leonard Bernstein, Betty Comden, Adolph Green | 4:56  |
| 13. | When in Rome (prise 11)          | Cy Coleman, Carolyn Leigh                     | 2:57  |
| 14. | Waltz for Debby (prise 8)        | Bill Evans, Gene Lees                         | 3:50  |

## Personnel
- Tony Bennett : voix
- Bill Evans : piano